# ACAZ C.2
ACAZ C.2, Ateliers de Contructions Aéronautique de Zeebruge, là một mẫu thử máy bay tiêm kích hai tầng cánh của Bỉ.

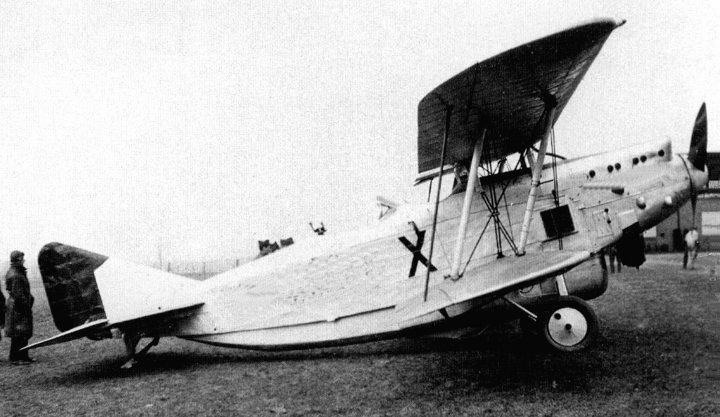
ACAZ C.2 được sửa đổi

## Quốc gia sử dụng
Belgium
- Không quân Bỉ

## Tính năng kỹ chiến thuật (ACAZ C.2)
Đặc điểm tổng quát
- Kíp lái: 2
- Chiều dài: 8,25 m (27 ft)
- Sải cánh: 12,5 m (41 ft)
- Chiều cao: 3,4 m (11 ft 2 in)
- Diện tích cánh: 40,56 m² (436,58 ft²)
- Trọng lượng rỗng: 1.260 kg (2.778 lb)
- Trọng lượng cất cánh tối đa: 2.070 kg (4.563 lb)
- Động cơ: 1 × Hispano-Suiza I2.Ga, 336 kW (450 hp)

 Hiệu suất bay 
- Vận tốc cực đại: 250 km/h (155 mph)
- Tầm bay: 875 km (547 mi)
- Trần bay: 7.500 m (24.606 ft)
- Vận tốc lên cao: 171 m/phút (562 ft/phút)

Trang bị vũ khí

- 1 Súng máy Vickers.303
- 2 Súng máy Lewis.303